# Michael Cera
Michael Austin Cera (* 7. Juni 1988 in Brampton, Ontario; auch Michael Céra) ist ein kanadischer Schauspieler und Musiker.

## Leben und Wirken
Seine Mutter Linda stammt aus Montreal. Der Vater Luigi stammt aus Sizilien und arbeitet als Techniker bei Xerox. Cera hat eine ältere Schwester namens Jordan und eine jüngere mit dem Namen Molly. In seiner Heimatstadt besuchte er die Heart Lake Secondary School. Mit acht oder neun Jahren wurde er für Werbeaufnahmen entdeckt. Seine erste, allerdings unbezahlte Rolle war eine Werbung für die Ferienlager von Tim Hortons. Cera lebt in Brampton, wenn er nicht gerade für Dreharbeiten in Los Angeles ist. Mit seiner deutschen Ehefrau Nadine hat er zwei Söhne.
Er trat bisher in über dreißig Rollen in verschiedenen Fernsehserien und Filmen auf, unter anderem in dem Familienfilm Ein unschlagbares Doppel (1999) mit Mary-Kate Olsen und Ashley Olsen und in dem Science-Fiction-Film Frequency (2000) mit Dennis Quaid. In der dramatischen Agentenserie Nikita mit Peta Wilson und Roy Dupuis spielte Cera im Jahr 2000 in der Folge 4x10 Der Junge von Sektion vier (He Came from Four) die Gastrolle des Jerome. Weiterhin hatte er eine Nebenrolle in dem Film Geständnisse – Confessions of a Dangerous Mind (2002) von und mit George Clooney. Mit vierzehn Jahren drehte er die Pilotfilme für die Comedyserie Arrested Development und verkörperte darin von 2003 bis 2006 in 53 Folgen George-Michael Bluth. Im Mai 2013 kehrte die Serie beim Video-on-Demand-Anbieter Netflix für 15 neue Episoden zurück, in denen er seine Rolle wieder aufnahm.
Im Jahr 2002 war Cera für das Fernsehdrama My Louisiana Sky für einen Young Artist Award nominiert. Bei den Screen Actors Guild Awards 2005 und 2006 und 2014 war er jeweils zusammen mit der restlichen Besetzung von Arrested Development in der Kategorie Bestes Schauspielensemble in einer Comedyserie nominiert. Bei der Internet-Comedyserie Clark and Michael (2006) wirkte er als Schauspieler, Regisseur, Drehbuchautor, Produzent und Filmeditor mit.
2007 gelang Cera der Durchbruch mit seinen Rollen in den Filmkomödien Superbad und Juno.
2019 wirkte er in der von YouTube finanzierten und ausgestrahlten Serie Weird City, in der Rolle des Tawny, mit.

## Filmografie (Auswahl)

### Schauspieler
- 1998: Rolie Polie Olie (Fernsehserie) (Stimme)
- 1999: What Katy Did
- 1999: Ein unschlagbares Doppel (Switching Goals)
- 2000: Sieg des Herzens (Custody of the Heart)
- 2000: Ultimate G’s
- 2000: Steal This Movie
- 2000: Nikita (La Femme Nikita, Fernsehserie)
- 2000: Frequency
- 2001: The Familiar Stranger
- 2001: My Louisiana Sky
- 2001: Walter and Henry
- 2001: I Was a Rat
- 2001: Baby entführt – Drama am Weihnachtsabend (Stolen Miracle)
- 2002: Geständnisse – Confessions of a Dangerous Mind (Confessions of a Dangerous Mind)
- 2003: Exit 9
- 2003–2006, 2013, 2018: Arrested Development (Fernsehserie)
- 2005: Darling Darling
- 2005: Veronica Mars (Fernsehserie, Episode 2x16)
- 2005: Wayside School
- 2006: Clark and Michael
- 2007: Superbad
- 2007: Juno
- 2008: Nick und Norah – Soundtrack einer Nacht (Nick and Norah’s Infinite Playlist)
- 2008: Extreme Movie
- 2008–2016: Childrens Hospital (Fernsehserie, 63 Episoden, Stimme von Sal Viscuso)
- 2009: Year One – Aller Anfang ist schwer (Year One)
- 2009: Paperheart
- 2009: Youth in Revolt
- 2010: Scott Pilgrim gegen den Rest der Welt (Scott Pilgrim vs. the World)
- 2012: The End of Love
- 2013: Das ist das Ende (This is the End)
- 2013: Crystal Fairy
- 2013: Magic Magic
- 2015: Entertainment
- 2015: Wet Hot American Summer: First Day of Camp (Miniserie, 3 Episoden)
- 2015: A Very Murray Christmas
- 2016: Sausage Party – Es geht um die Wurst (Sausage Party, Stimme)
- 2017: The LEGO Batman Movie (Stimme)
- 2017: Twin Peaks (Fernsehserie, Episode 3x04)
- 2017: Molly’s Game – Alles auf eine Karte (Molly’s Game)
- 2017: How to Be a Latin Lover
- 2018: Tyrel
- 2018: Spivak
- 2018: Gloria – Das Leben wartet nicht (Gloria Bell)
- 2019: Weird City (Fernsehserie)
- 2022–2024: Beth und das Leben (Life & Beth, Fernsehserie, 6 Episoden)
- 2022: Paws of Fury: The Legend of Hank (Stimme)
- 2023: The Adults
- 2023: Black Mirror (Fernsehserie, Folge Joan Is Awful)
- 2023: Barbie
- 2023: Scott Pilgrim hebt ab (Scott Pilgrim Takes Off, Fernsehserie, Stimme)
- 2023: Angespült – Ein Krabbenteuer (Under the Boardwalk) (Stimme)
- 2024: Sacramento
- 2024: Sausage Party: Foodtopia (Fernsehserie, Stimme)
- 2025: Der phönizische Meisterstreich (The Phoenician Scheme)

### Regisseur
- 2006: Clark and Michael

### Drehbuchautor
- 2006: Clark and Michael

### Produzent
- 2006: Clark and Michael

### Filmschnitt
- 2006: Clark and Michael